# John Bowe
John Bowe (Greasby, 1º febbraio 1950) è un attore britannico, attivo in campo teatrale, televisivo e cinematografico.
Ha recitato anche in alcuni musical del West End, tra cui The Wizard of Oz e Sweeney Todd: The Demon Barbar of Fleet Street.

## Filmografia

### Cinema
- 007 - Zona pericolo (The Living Daylights), regia di John Glen (1987)

### Televisione
- Warship - serie TV, 3 episodi (1974)
- Gli occhi dei gatti (C.A.T.S. Eyes) - serie TV, 1 episodio (1987)
- Metropolitan Police - serie TV, 3 episodi (1988-2008)
- Capital City - serie TV, 21 episodi (1989-1990)
- Heartbeat - serie TV, 2 episodi (1998-2006)
- Cleopatra – miniserie TV, 2 episodi (1999)
- Coronation Street - serie TV, 65 episodi (1999-2002)
- Testimoni silenziosi (Silent Witness) - serie TV, 4 episodi (2003-2010)
- Secret Smile - serie TV, 2 episodi (2005)
- Dalziel and Pascoe - serie TV, 2 episodi (2006)
- Cranford – serie TV, 6 episodi (2007)
- Casualty - serie TV, 3 episodi (2006-2014)
- Ashes to Ashes - serie TV, 1 episodio (2009)
- L'ispettore Barnaby (Midsomer Murders) - serie TV, episodio 12x03 (2009)
- New Tricks - Nuove tracce per vecchie volpi (New Tricks) - serie TV, 1 episodio (2011)
- The Hour - serie TV, 3 episodi (2011)